# Пудинг аббата Пришкуша
Пудинг аббата Пришкуша (пудинг «аббат Пришкуш»; порт. pudim abade de Priscos) — популярный десерт португальской кухни. Содержит бекон, портвейн и значительное количество желтков (при приготовлении пудинга в стандартной по размеру форме их будет 15).
Представляет собой разновидность карамельного пудинга. Изобретателем блюда считается Мануэл Жоаким Машаду Ребелу (1834—1930), настоятель католического монастыря в Пришкуше, известный кулинар и гастроном.
Основой пудинга является сахарный сироп с лимонной цедрой и корицей, который готовится с беконом (а если точнее, с «toucinho» — жирной частью португальской ветчины «presunto»), а затем смешивается с 15 желтками и рюмкой портвейна, после чего варится на водяной бане в специальной форме.
В 2011 году пудинг аббата Пришкуша занял второе место в телевизионном конкурсе «Семь гастрономических чудес Португалии». В 2014 году португальские активисты были готовы пройти через ряд формальностей, чтобы их знаменитый пудинг аббата Пришкуша попробовал папа римский Франциск. Ватикан изначально не выразил энтузиазма, но португальцы не оставляли своих попыток. В 2017 году, во время визита папы Римского в Португалию по случаю столетнего юбилея Фатимского чуда, прихожане вручили ему девять пудингов аббата Пришкуша (общее количество яичных желтков в которых превышало сто). Понтифик, как было сообщено дарителям, отведал их дважды.
Исторически бекон, или, точнее, сало бекона, вероятно, входило в состав и других, более старинных португальских десертов, таких, как тосино де сьело (дословно «небесный бекон»), однако из их осовремененных рецептов этот ингредиент со временем исчез.